# King Kongarnas krig
King Kongarnas krig (originaltitel: Furankenshutain no Kaijū: Sanda tai Gaira) är en japansk film från 1966, regisserad av Ishiro Honda.

## Handling
Ett laboratoriedjur som kallas gargantua flyr och misstänks vara odjuret som dödar människor. När gargantuan från labbet dyker upp samtidigt som den elaka gargantuan börjar de båda en kamp över hela Japan. 

## Rollista (urval)
- Russ Tamblyn - Paul Stewart
- Kumi Mizuno - Akemi Togawa
- Kenji Sahara - Yuzo Majida
- Hiroshi Sekita - Sanda
- Haruo Nakajima - Gaira